# Trosly-Loire
Trosly-Loire é uma comuna francesa na região administrativa de Altos da França, no departamento de Aisne. Estende-se por uma área de 15,21 km². Em 2010 a comuna tinha 606 habitantes (densidade: 39,8 hab./km²).